# Keönch Anna
Keönch Anna (Budapest, 1967. augusztus 10. –) magyar színésznő, szinkronszínész.

## Életpályája
A Magyar Színház stúdiósaként végzett 1989-ben. 2002-ben színpadon is láthattuk, a Kárpáti Levente rendezte Kommedia Eroticába, Concettina szerepében. De a szinkron a szívügye, 1995-től szinkronizál, 2014 óta szervez közönségtalálkozókat. Volt fővédnöke a Daganatos gyermekekért Alapítványnak. Édesapja Keönch Boldizsár a Liszt Ferenc Zeneművészeti Egyetem docense. Két gyermek édesanyja, fia Gacsal Ádám szintén szinkronizál.

## Szinkronszerepek

### Filmszinkron
- A Cate McCall per - Adminisztrátor - Nicki Micheaux
- A kaptár - Felcser - Liz May Brice
- A királynő - Tracey Ullman - Tracey Ullman
- A Szem - Ana Christina Martinez - Fernanda Romero
- Az Álmosvölgy legendája - Elisabeth "Beth" Killian bába - Claire Skinner
- Az óriás - Loretta Lee - Gillian Anderson
- Botcsinálta túsz - Gloria - Julie Hagerty
- Dan és a szerelem - Cindy Lamson - Amy Landecker
- Domino-Dina Wilson ügynök-Donna W. Scott
- Durr, durr és csók - Marleah - Ali Hillis
- Fantasztikus Négyes és az Ezüst Utazó - Bemondónő - Dawn Chubai
- Fejjel a bajnak - Liz Pappas - Lela Rochon
- Fulladás - Cherry Daiquiri / Beth-Gillian Jacobs
- Gimiboszi - Judith R. Flick - Colleen Camp
- Harmadik Shrek - Gonosz királynő
- Határok nélkül - Kat - Kate Ashfiel
- Honey - Katrina - Laurie Ann Gibson
- Jay és Néma Bob visszavág - Apáca - Carrie Fisher
- Kettős kockázat - Rebecca Tingely - Gillian Barber
- Kidobós: Sok flúg disznót győz - Fran - Missi Pyle
- Kihevered haver! - Maggie - Zoe Saldana
- Kísértés két szólamban - Alma - Angie Stone
- Lányok a pácban - Margo Thorness - Judy Tenuta
- Oltári vőlegény - Carolyn - Sarah Silverman
- Paris - Patricia (Paris) - Charlotte Corman
- Sin City - Dallas - Patricia Vonne
- Spartacus - Helena - Georgina Rylance
- Vatel - Condé hercegné - Arielle Dombasle
- Vénusz Szépségszalon - Madame Marianne - Brigitte Roüan

### Sorozatszinkron-narráció
- 90210-Cheryl Harwood-Robin Givens
- Candy-Chayo-Jacqueline García
- Drága doktor úr-Laura-Claudia Pozzi
- Esperanza-Blanca-Bárbara Ferré
- Irak-Vanessa Dumphy-Brigid Brannagh
- Otthonunk-Clare Brody.Katrina Campbell
- Született feleségek-Jane-Andrea Parker
- Aki megteremtette Harry Pottert-J.K.Rowling-Narráció
- Frida Khalo élete és kora-Narráció